# Wersja Browninga (film 1994)
Wersja Browninga (ang. The Browning Version) – brytyjski film dramatyczny z 1994 roku w reżyserii Mike’a Figgisa, powstały na podstawie sztuki Terence’a Rattigana The Browning Version. Wyprodukowany przez Paramount Pictures.
Premiera filmu miała miejsce 8 czerwca 1994 roku w Wielkiej Brytanii.

## Opis fabuły
Andrew Crocker-Harris (Albert Finney) – stary nauczyciel w jednym z brytyjskich college'ów, a także wychowawca kilku pokoleń niewdzięcznych uczniów, nazywany przez nich „Fajtłapą” i „Hitlerem” – zostaje z powodów zdrowotnych zwolniony ze szkoły, a także pozbawiony emerytury i szans na znalezienie pracy w swoim zawodzie.

## Obsada
- Albert Finney jako Andrew Crocker-Harris
- Greta Scacchi jako Laura Crocker-Harris
- Matthew Modine jako Frank Hunter
- Julian Sands jako Tom Gilbert
- Michael Gambon jako doktor Frobisher
- Ben Silverstone jako Taplow
- Jim Sturgess jako Bryant (wymieniony jako James Sturgess)
- Joseph Beattie jako Wilson
- Mark Bolton jako Grantham
- Tom Havelock jako Laughton
- Walter Micklethwait jako Buller
- Jotham Annan jako książę Prince Abakendi
- David Lever jako David Fletcher
- Bruce Myers jako doktor Rafferty
- Maryam d’Abo jako Diana
- Peter Hetherington jako Williams
- Nick Cracknell jako Nick
- Trevor Slack jako chłopiec

i inni

## Nagrody

### Nominacje
- 1994: Złota Palma - 47. Międzynarodowy Festiwal Filmowy w Cannes[1]
- 1995: Najlepszy scenariusz - Nagroda Brytyjskiej Akademii Filmowej

### Zwycięstwa
- 1994: Albert Finney - najlepszy aktor - Boston Society of Film Critics Awards